# Ци Сюй
Ци Сюй (кит. трад. 祁序, пиньинь Qí Xù; работал во второй пол. X века) — китайский живописец.

## Биография и творчество.
Об этом художнике известно очень мало. Историк, знаток и критик китайской живописи XI века Го Жосюй оставил в своём труде «Записки о живописи» всего три предложения, посвящённые этому мастеру: «Ци Сюй, родом из Цзяннани, писал цветы, бамбук и перья и пух (т.е. жанр «цветы и птицы»). Особенно удачно изображал буйволов. Он был полон возвышенных устремлений».
Столь же скромно и число дошедших до наших дней произведений художника. В «Индексе» известного американского знатока китайской живописи Джеймса Кэхилла, составленном в 1980 году, числятся всего три произведения Ци Сюя:
- «Пейзаж с буйволами и погонщиками» из Музея Гугун, Пекин. Свиток размером 47.3 х 115.6 см, тушь и краски по шёлку. На свитке есть надпись цзиньского правителя Чжан-цзуна (прав. 1190-1208)  с атрибуцией картины Ци Сюю. Кэхилл считает, что это произведение является копией, созданной в ранний период правления династии Южная Сун (1127-1279).
- «Мальчик, ведущий быка», из Национального дворцового музея, Тайбэй. Шёлк, тушь. Приписан колофон Вэнь Юаня, и дата 1325 год. Скорее всего, эта копия работы Ци Сюя была создана примерно в то же время, что и приписанный колофон.
- «Бык, купающийся в реке», частное собрание. Альбомный лист с рисунком в форме веера. Имеет подпись, но это поздняя копия работы мастера.

В китайской живописи эпохи ранней Сун с родиной художника - Цзяннанью связано появление особого стиля пейзажа, в котором в отличие от северной его разновидности, представленной в творчестве таких мастеров, как Цзин Хао, Дун Юань или Ли Чэн, изображались не столько величественные горные массивы, сколько разливы рек и широта пространства. Судя по свитку Ци Сюя «Пейзаж с буйволами и погонщиками» из музея Гугун в Пекине, художник овладел манерой изображения такого пейзажа, используя его для размещения жанровой сцены - стада буйволов, пасущихся на разлившейся реке. Традиция изображения буйволов берёт своё начало в эпохе Тан (618-907)  и связана с именем художника Хань Хуана (723-787). Ци Сюй в своём творчестве соединил обе традиции, создавая жанровые сценки на фоне цзянаньских видов.